# Nerio Ulivieri
Nerio Ulivieri (San Miniato, 11 gennaio 1948) è un ex calciatore italiano, di ruolo attaccante o centrocampista.
Il cugino Renzo è stato anche lui calciatore e, in seguito, allenatore di calcio.

## Caratteristiche tecniche
Ulivieri aveva la sua “arma vincente” nel potente tiro da media e breve distanza, eseguito sempre con il destro. Senso della posizione e abilità nell'inserirsi nella manovra d'attacco facevano di lui un attaccante dal notevole fiuto del gol come testimoniano le 129 reti segnate nei campionati di A  B e C nel corso della sua carriera.

## Carriera

Ulivieri (in piedi, terzo da sinistra) nel Legnano del 1969-1970

Cresciuto nel Pisa, Ulivieri nel corso della sua lunga carriera milita in quindici società professionistiche. Per dieci anni la sua militanza calcistica si dipana principalmente tra serie B e Serie C, arrivando al debutto nella massima serie nelle file del Foggia solo nella stagione 1976-1977 contribuendo fattivamente con i suoi gol alla salvezza della squadra pugliese.
Le maggiori soddisfazioni però le ottiene militando nell'Udinese dove rimane per tre anni. È tra i principali artefici della scalata della compagine friulana dalla Serie C alla Serie A ed è determinante per la conquista della Coppa Mitropa 1979-1980: sue sono infatti le due reti nell'incontro decisivo contro i magiari del Debrecen.
Dopo Udine, gioca per un anno a Verona in Serie B per poi tornare in Toscana prima con la Carrarese e l'anno dopo con la Massese.
In carriera ha totalizzato complessivamente 49 presenze e 12 reti in Serie A nelle file di Foggia e Udinese e 136 presenze e 33 reti in Serie B con le maglie di Pisa, Casertana, Como, Brindisi, Foggia, Udinese e Verona.

## Palmarès

### Club

#### Competizioni nazionali
- Campionato italiano di Serie B: 1

Udinese: 1978-1979
- Campionato italiano Serie C: 1

Udinese: 1977-1978 (girone A)
- Coppa Italia Semiprofessionisti: 1

Udinese: 1977-1978
- Campionato italiano Serie C2: 1

Carrarese: 1981-1982 (girone A)
- Campionato Interregionale: 1

Massese: 1982-1983 (girone E)

#### Competizioni internazionali
- Coppa Mitropa: 1

Udinese: 1979-1980
- Coppa Anglo-Italiana: 1

Udinese: 1978

### Individuale
- Capocannoniere della Coppa Mitropa: 1

1979-1980 (4 gol)